# La Fin de la jalousie

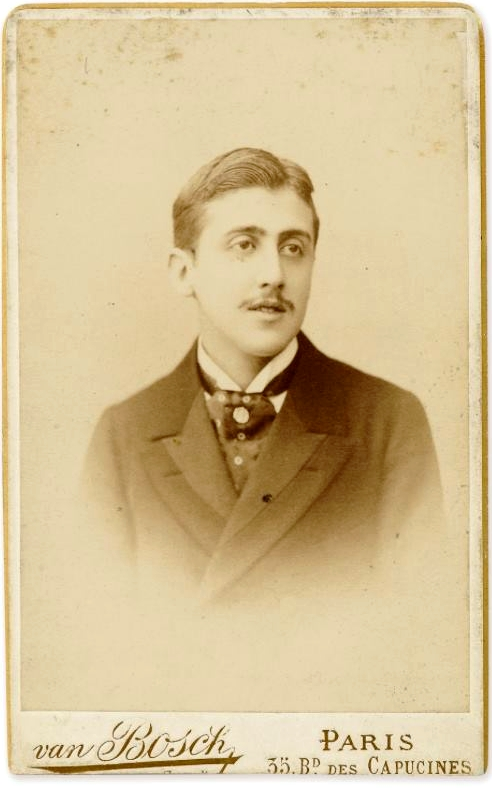
Marcel Proust vers 1891

La Fin de la jalousie est une nouvelle de l'écrivain français Marcel Proust (1871-1922) rédigée en 1896 et publiée la même année au sein du recueil Les Plaisirs et les Jours. Elle est aujourd'hui considérée comme l'une des œuvres annonciatrices de la Recherche du temps perdu, au même titre que Jean Santeuil (1895) ou Sur la lecture (1905). Proust y aborde en effet des thèmes qui prendront une grande importance dans son œuvre littéraire future, à savoir l'éclosion de l'amour et la découverte de la jalousie. 

## Résumé
La nouvelle décrit la relation passionnée et secrète qui unit Honoré de Tenvres, un mondain séducteur et infidèle, à Françoise Seaune, épouse de Monsieur Seaune et ancienne princesse de Galaise-Orlandes. Un jour que les deux amants se retrouvent à une soirée organisée par la princesse d'Alériouvre, ils feignent de ne pas se connaître pour éviter les soupçons. Peu après, Honoré croise Monsieur de Buivres, un mondain de ses relations, qui lui apprend que la seule femme facile de la soirée était probablement Françoise Seaune. Dépité par cette révélation, Honoré change complètement de regard sur sa maîtresse qu'il craignait jusque là de perdre, au regard de son tempérament volage, pour ne plus éprouver qu'une jalousie grandissante à son égard et qui ne fera que s'envenimer après une discussion dans laquelle il lui insinue ouvertement qu'elle aurait pu fréquenter d'autres hommes avant et pendant leur relation. De plus en plus tourmenté par sa jalousie, Honoré en vient à envisager le suicide comme seule échappatoire possible à ses souffrances.  

## Place dans l’œuvre de Marcel Proust
Occupant une place essentielle dans le recueil Les Plaisirs et les Jours, premier ouvrage notable de Marcel Proust, la nouvelle peut être considérée comme une ébauche de situations plus tard récurrentes dans la Recherche du Temps perdu. Ainsi, la jalousie grandissante d'Honoré envers Françoise n'est pas sans rappeler celle qui finit par animer Charles Swann lorsque celui-ci découvre le passé sulfureux d'Odette de Crécy, sa maîtresse, ce alors que leur relation est déjà empreinte d'une certaine froideur de la part d'Odette (Du côté de chez Swann). Une autre transposition de cette jalousie maladive est visible dans le couple formé par Albertine Simonet et le narrateur, alors que celui-ci tente de consolider son emprise sur la femme qu'il aime (La Prisonnière,). 